# دود اسلحه
دود اسلحه (انگلیسی: Gunsmoke) یک مجموعهٔ درام وسترن رادیویی و تلویزیونی آمریکایی است که سازنده آن «نورمن مک‌دانل» و نویسنده اصلی‌اش «جان مِسـتِن» بودند. کارگردانی این مجموعه هم توسط گروهی از کارگردانان انجام شده بود که از آن میان می‌توان به اندرو وی. مک‌لاگلن، تد پست، وینسنت مک‌اویتی، برنارد مک‌اویتی، چارلز مارکیز وارن، هری هریس، رابرت تاتن، جسی هیبس، ریچارد ورف جان ریچ، اروینگ جی. مور، فیلیپ لیکاک، مارک رایدل، مارک دنیلز، آرتور هیلر، جوزف سارجنت، رابرت استیونسن و باز کولیک اشاره کرد.
این مجموعهٔ نمایشی ابتدا مابین سال‌های ۱۹۵۲ تا ۱۹۶۲ میلادی از رادیو و سپس در ۲۰ فصل و ۶۵۳ قسمت، مابین سال‌های ۱۹۵۵ تا ۱۹۷۵ میلادی، از تلویزیون پخش شد که یکی از طولانی‌ترین سریال‌های تاریخ تلویزیون آمریکا بود.
ماجرای این مجموعه در داج سیتی، کانزاس و در جریان شکل‌گیری و مسکونی‌شدن غرب ایالات متحده آمریکا می گذرد و آن را یکی از بهترین مجموعه‌های نمایشیِ تولیدشده می‌دانند.
شخصیت اصلی داستان، «کلانتر مت دیلن» (مارشال مت دیلن) است که نقشش را در نسخهٔ رادیویی «ویلیام کنراد» و در نسخهٔ تلویزیونی «جیمز آرنس» ایفا نموده است.
نسخهٔ تلویزیونی این مجموعه، پیش از انقلاب و از سال ۱۳۵۳ تا ۱۳۵۷ خورشیدی، از تلویزیون ملی ایران هم پخش شد.

## نگارخانه

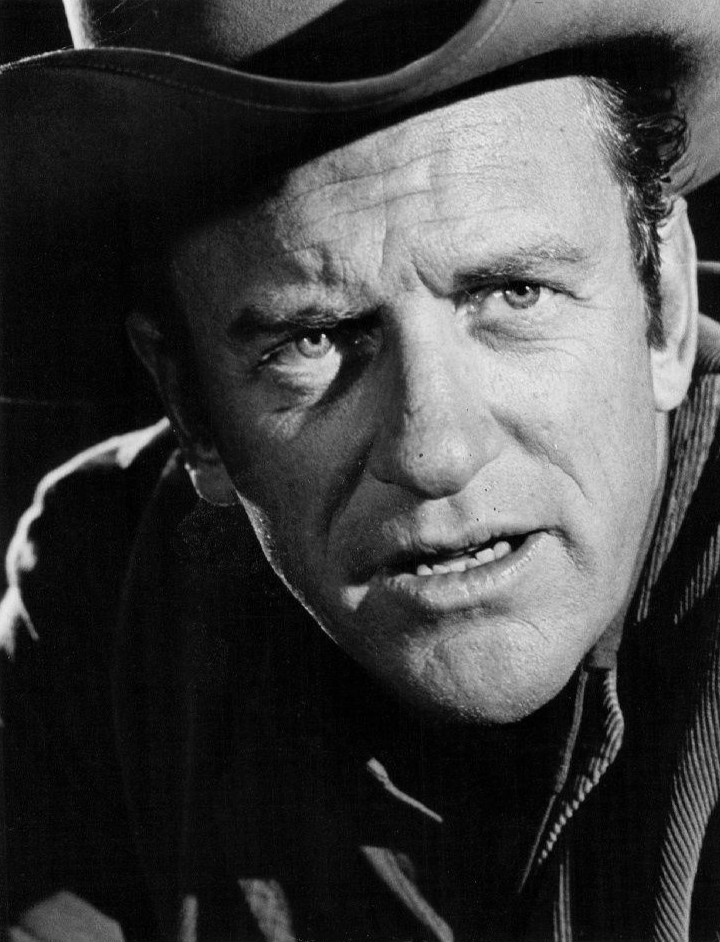
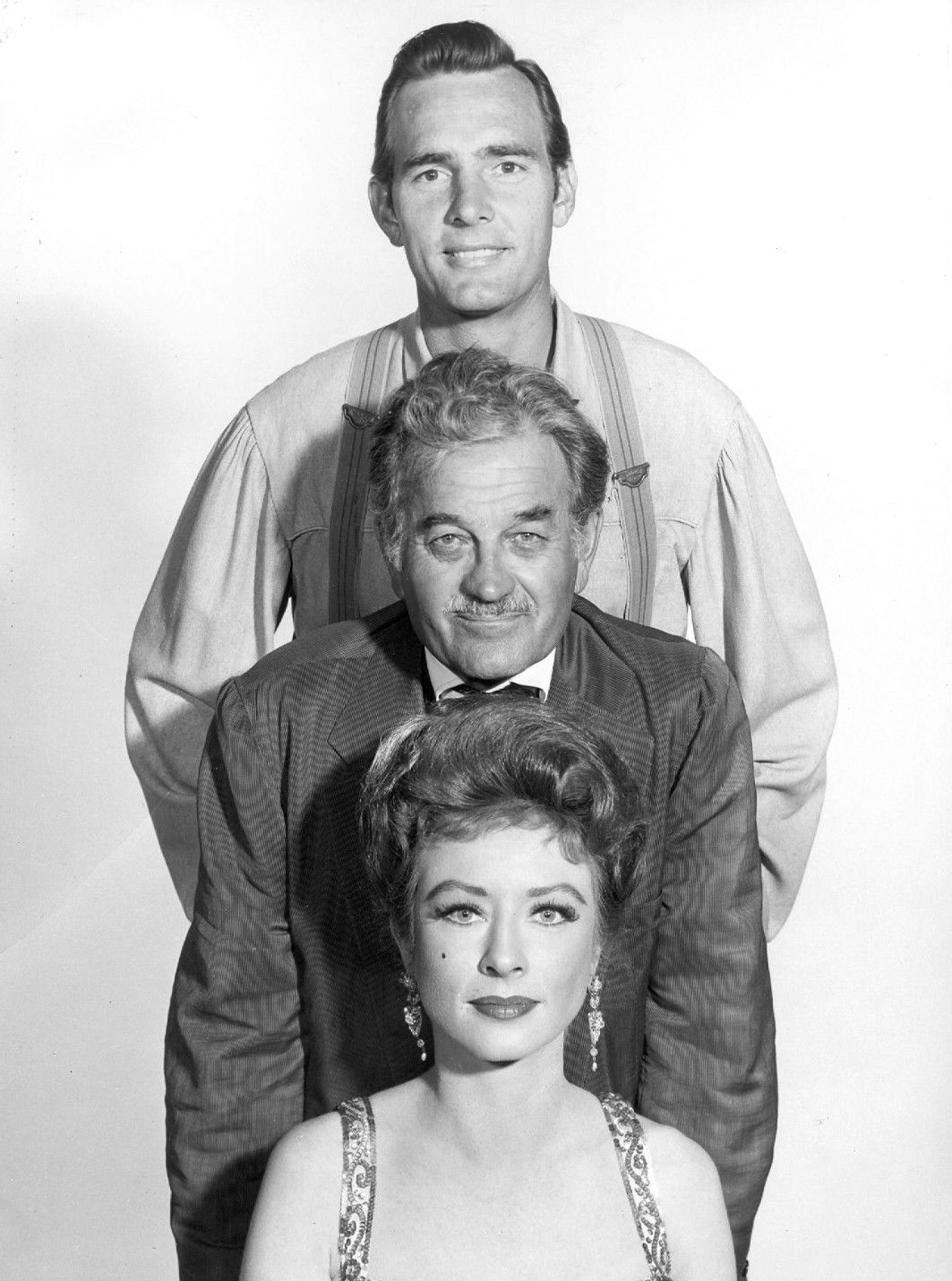
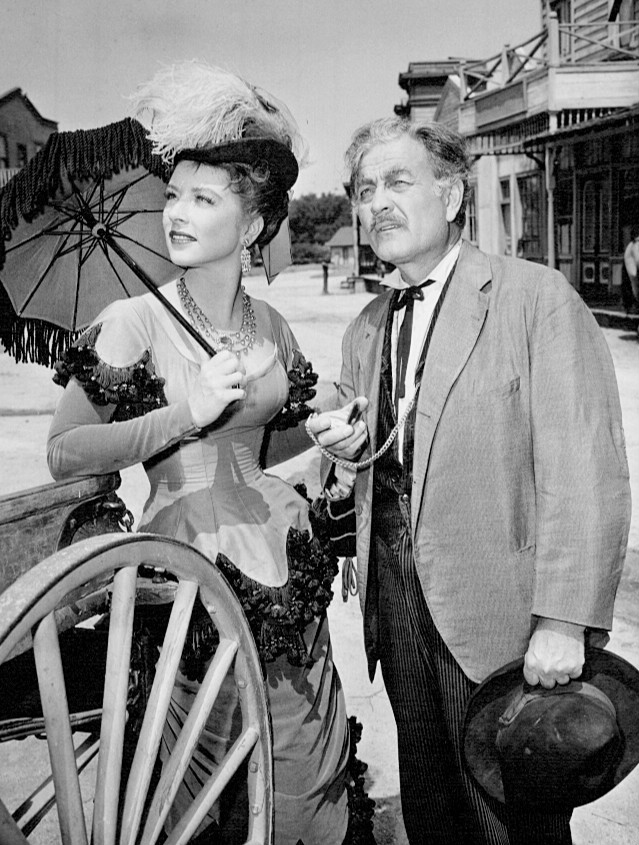
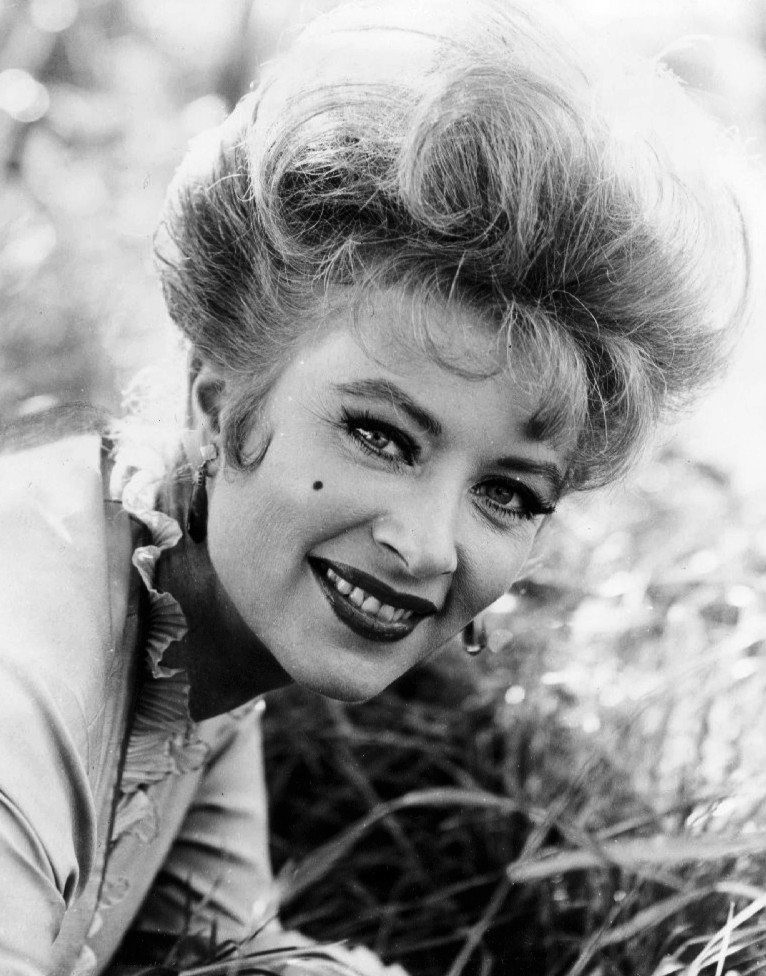
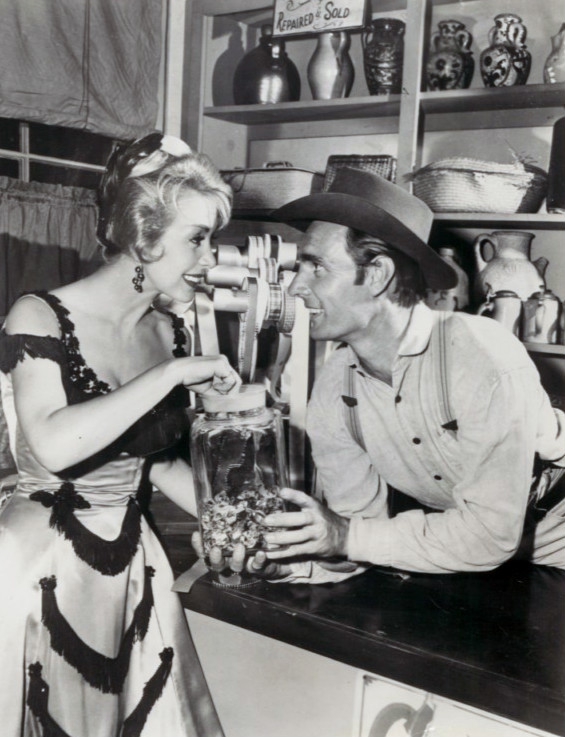
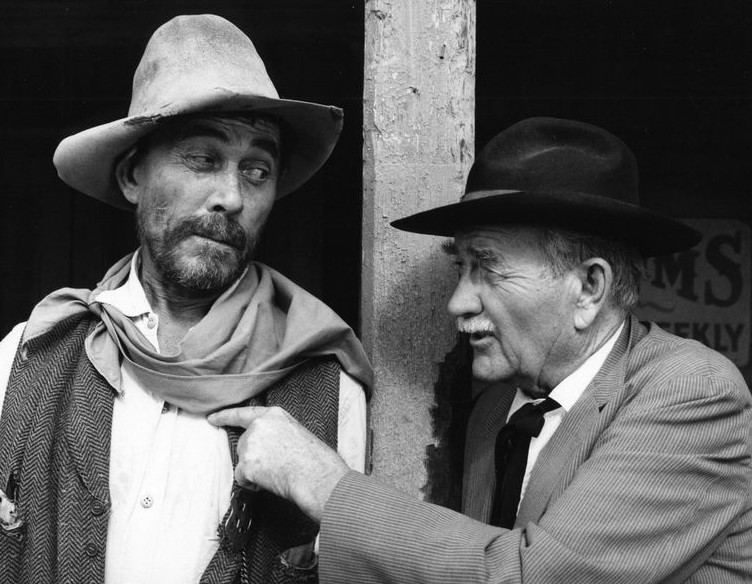